# Черкаське (Саратовська область)
Черкаське (рос. Черкасское) — село у Вольському районі Саратовської області Російської Федерації.
Населення становить 3977 осіб. Орган місцевого самоврядування — Черкаське муніципальне утворення.

## Історія
Населений пункт розташований у межах українського історичного та культурного регіону Жовтий Клин.
Від 23 липня 1928 року в складі Вольського округу Нижньо-Волзького краю. Орган місцевого самоврядування від 2004 року — Черкаське муніципальне утворення.

## Населення
| 1959  | 1970  | 1979  | 1989  | 2002  | 2009  | 2010  |
| ----- | ----- | ----- | ----- | ----- | ----- | ----- |
| 3785  | ↗4039 | ↘3723 | ↘3690 | ↘3460 | ↘3357 | ↘3225 |
| 2011  | 2012  | 2013  |       |       |       |       |
| ↘3213 | ↘3131 | ↗3977 |       |       |       |       |